# Disneyland Paris

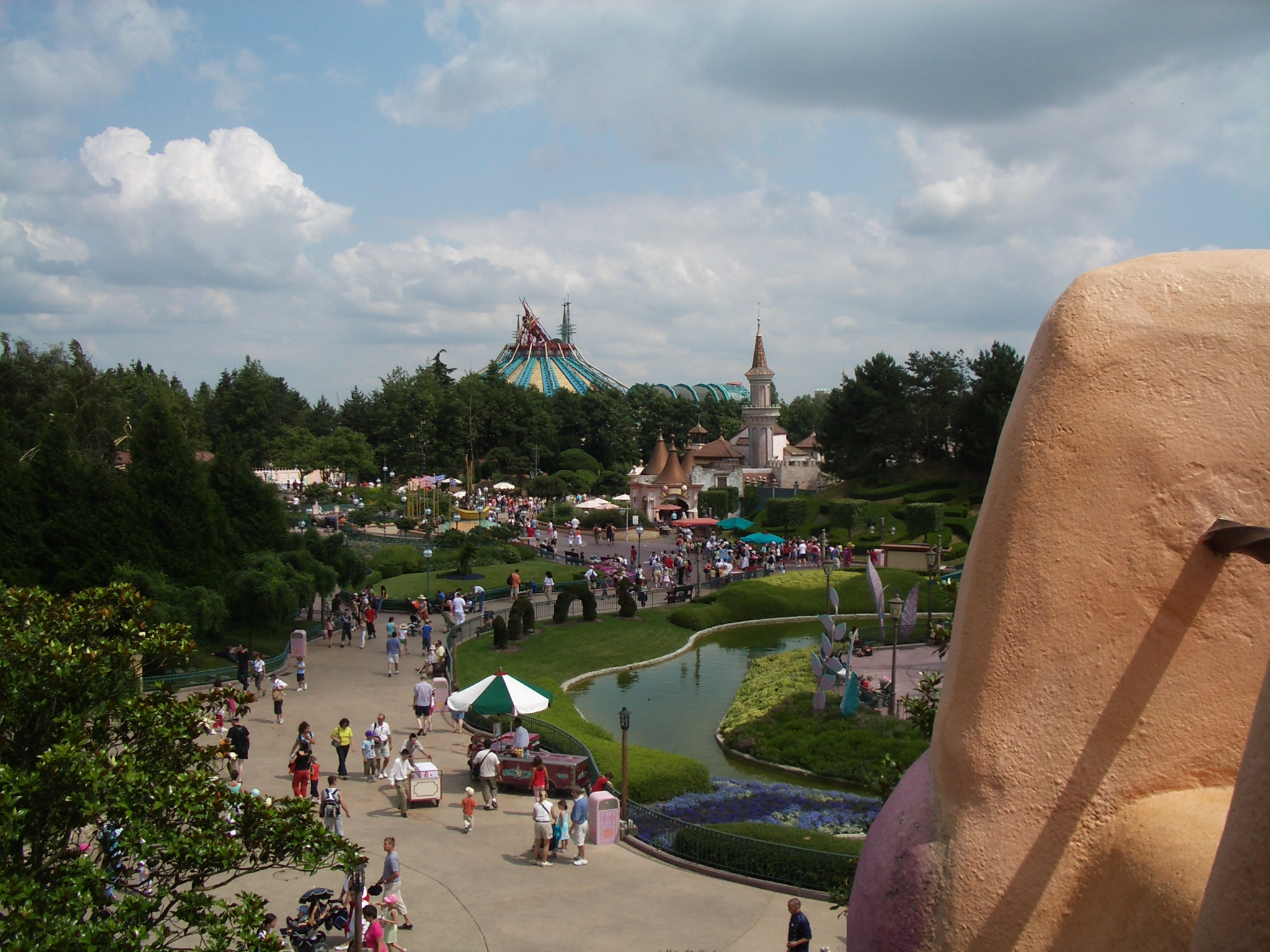
Một khu trong công viên

Disneyland Paris là một công viên chủ đề của công ty Walt Disney, nằm ở Seine-et-Marne, Marne-la-Vallée, thuộc ngoại ô Paris. Được mở cửa từ 12 tháng 4 năm 1992, đây là một phần của hệ thống giải trí Disneyland Resort Paris.
Công viên này từng có tên Euro Disneyland cho tới năm 1994, rồi Disneyland Paris cho tới 2002, và sau đó mang tên Parc Disneyland. Tuy vậy tên Disneyland Paris vẫn được các du khách dùng phổ biến nhất.
Với nhiều hoạt động giải trí, biểu diễn được tổ chức thường xuyên, mỗi năm Disneyland Paris đón tiếp 12,5 triệu lượt khách, nằm trong số các địa điểm thu hút nhất nước Pháp.

Khu Fantasyland